# Sydney Chisanga
Sydney Chisanga (* 30. Oktober 1970) ist ein Politiker in Sambia.
Sydney Chisanga war Bezirkskommissar von Mkushi. Er wurde von Präsident Levy Mwanawasa  aus politischen Gründen entlassen. Bei den Wahlen in Sambia 2006 konnte Sydney Chisanga für das Movement for Multi-Party Democracy das Mandat des Wahlkreises Mkushi-Süd in der Nationalversammlung gewinnen. Im Oktober 2006 wurde er zum Minister der Zentralprovinz ernannt. Im Jahr 2011 wurde ihm sein Parlamentssitz durch den Obersten Gerichtshof entzogen. Die Richterin Elizabeth Muyovwe erklärte, dass er sich des Wahlbetrugs schuldig gemacht habe, indem er mehrere Frauenvereinigungen während seiner Wahlkampagnen zur Wahl 2011 mit Geldspenden unterstützt habe. Seinen Sitz im Parlament erhielt daraufhin Davis Chisupa, der der Patriotic Front angehört. Bei den Wahlen 2016 trat er als Kandidat der United Party for National Development an, verlor jedoch gegen Davies Chisopa.